# Girondins de Bordeaux omnisports
 (juin 2022).
Si vous disposez d'ouvrages ou d'articles de référence ou si vous connaissez des sites web de qualité traitant du thème abordé ici, merci de compléter l'article en donnant les références utiles à sa vérifiabilité et en les liant à la section « Notes et références ».
Ne doit pas être confondu avec Girondins de Bordeaux hockey club, Girondins de Bordeaux HBC ou Football Club des Girondins de Bordeaux.

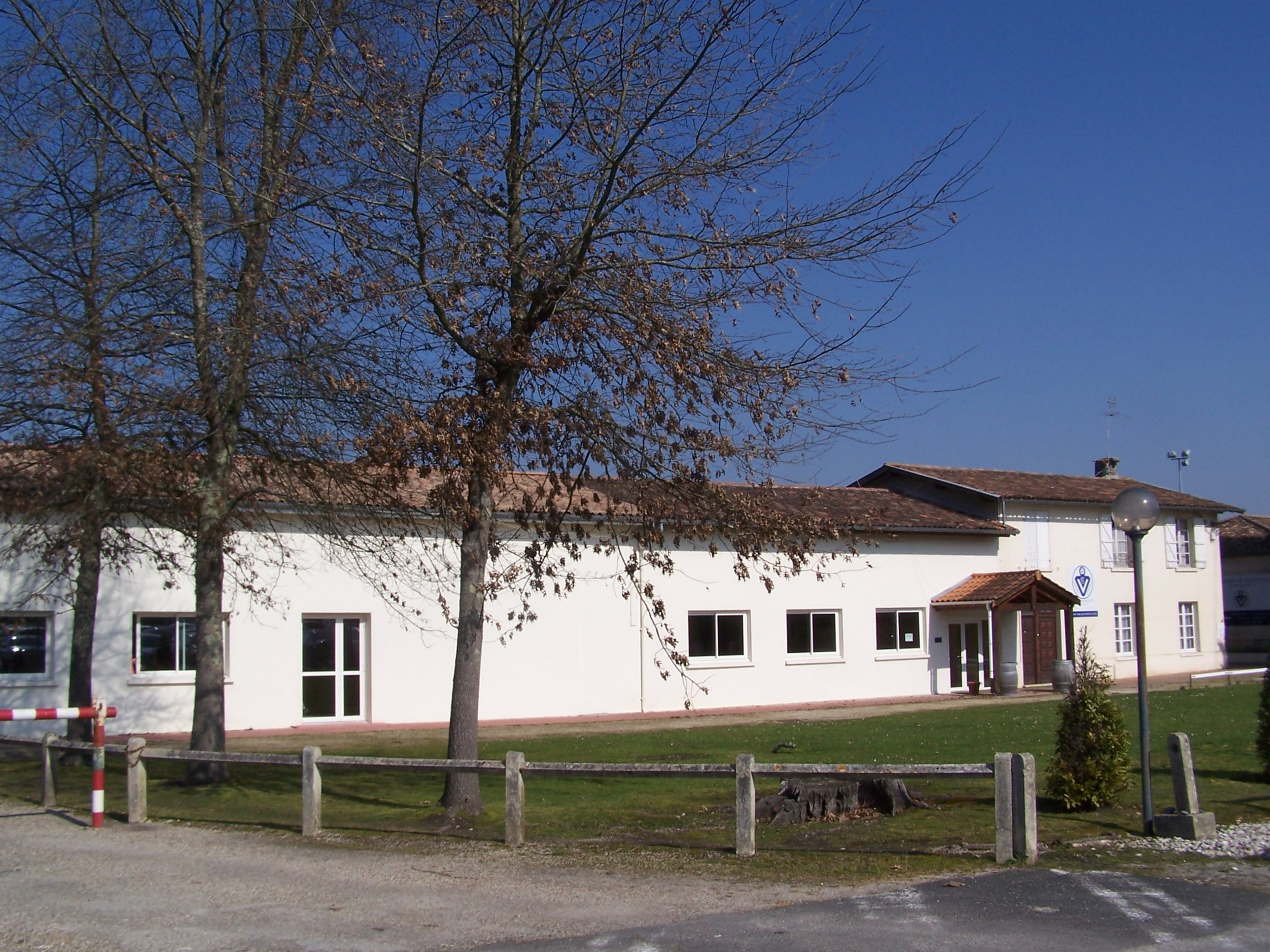
Le bâtiment d'accueil du domaine de Rocquevielle à Mérignac, dans la banlieue ouest de Bordeaux.

Les Girondins de Bordeaux est un club omnisports français fondé 1881. Il est membre fondateur de la Fédération française des clubs omnisports.

## Histoire
- 1881 : le 1er octobre 1881 est créée la Société de gymnastique et de tir des Girondins, club omnisports à l'origine des Girondins de Bordeaux. Ce club, présidé par André Chavoix et domicilié rue Sanche-de-Pomiers à côté du marché des Capucins, comprend différentes sections : agrès, natation, aviron, course à pied, sports équestres et escrime.
- 1903 : l’Association "Les Girondins" est déclarée le 29 janvier 1903 à la préfecture de la Gironde et enregistrée sous le numéro 67 par application de la loi du 1er juillet 1901.
- 1910 : sous la pression de Raymond Brard, qu'une section football voit le jour au sein de la SGTG. Cet essai ne dure qu'une saison, mais reprend en 1919. Le Football Club des Girondins de Bordeaux est né.
- 1924 : fusion avec le club de Saint Augustin : Guyenne Sports. L’appellation devient « Girondins – Guyenne Sports »
- 1933 : fusion avec le Bordeaux Football Club. L’appellation devient « Les Girondins – Bordeaux Football Club puis plus simplement, Les Girondins de Bordeaux.
- 1962 : acquisition du Domaine de Rocquevielle, à Mérignac, de 32 ha aux portes de Bordeaux.
- 1981 : séparation de la section Football par convention en date du 14 novembre 1981 avec protocole de redevance sur l’utilisation du Nom. Selon la convention, la section Football devient une association indépendante, assumant sa capacité juridique et sa capacité financière. La convention prévoit que l'association Girondins de Bordeaux  Football Club s'interdit de pratiquer toute autre discipline sportive, que le football, tout en conservant le nom et les couleurs du club pour sa propre pratique.
- 1984 : l'assemblée générale du club décide de se séparer de la section Tir. Accord avec la Ville de Bordeaux pour vendre à son profit la parcelle du Domaine correspondant à l'implantation des installations de Tir, après refus de cession à l'ancienne section Tir et à la Fédération Française de Tir.
- 1988 : dans le cadre de la création d’un Club de haut niveau souhaité par la Ville de Bordeaux, mise en sommeil de la section Handball et protocole d’utilisation du nom Girondins de Bordeaux au profit de la nouvelle association de Handball.
- 2001 : fête des cent vingt ans du Club. Cette fête consacre la vie des sections et le programme de réalisation d'équipements sportifs sur le domaine de Rocquevielle : terrain synthétique de hockey, courts de squash, courts de tennis couverts et découverts, club house, salles de remise en forme et de musculation.

Ancien logo des Girondins de Bordeaux.

## Sections
Les Girondins de Bordeaux comptent les neuf sections suivantes : 
- Cyclisme
- Hockey sur gazon
- Haltérophilie
- Lutte
- Natation et Natation synchronisée : Girondins de Bordeaux Natation
- Tennis
- Triathlon
- Rugby à XIII féminin : Girondins de Bordeaux (rugby à XIII)(intégration en 2019)
- Squash et Badminton

D'autres sections qui ont fait partie du club par le passé sont depuis devenues indépendantes . Elles peuvent néanmoins porter le nom et les couleurs des "Girondins" par convention:
- Football : Football Club des Girondins de Bordeaux (séparation en 1981)
- Handball : Girondins de Bordeaux HBC (séparation en 1988)
- Hockey sur glace : Girondins de Bordeaux hockey club (séparation en 1992)
- Tir (séparation en 1984)
- Rugby à XIII (Girondins de Bordeaux Rugby League : association franchisée depuis 2007)